# 船堀

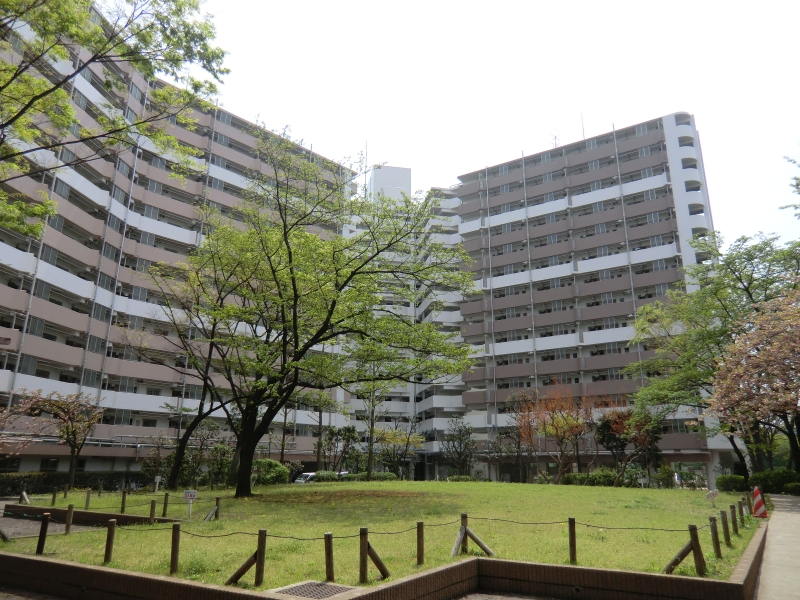
船堀一丁目団地

船堀（ふなぼり）は、東京都江戸川区の町名。現行行政地名は船堀一丁目から七丁目。住居表示実施済区域。

## 地理
東京都江戸川区西部に位置する。船堀駅前には江戸川区内唯一の映画館である船堀シネパルや地上115メートルの無料展望室をはじめ、ホールや商業テナント、その他各施設を兼ね備えた複合施設のタワーホール船堀がある。北で東小松川四丁目及び松江五・六丁目、東で一之江町・二之江町・春江町五丁目及び江戸川六丁目、南で北葛西一・五丁目、西で荒川を挟んで対岸の小松川と隣接する。町域北辺を東京都道50号東京市川線（新大橋通り）で画し、南辺は新川が流れる。東辺には一之江境川親水公園がある。海抜ゼロメートル地帯である。

### 地価
住宅地の地価は、2025年（令和7年）1月1日の公示地価によれば、船堀2-12-9の地点で51万2000円/m2、船堀5-10-5の地点で43万1000円/m2、船堀7-5-17の地点で45万円/m2となっている。

## 歴史

### 地名の由来
寛永6年（1629年）、千葉の行徳塩田から江戸への塩の搬入路として新川が開削された。船の出入りをする堀川がその由来となっている。

### 災害等
- 1971年（昭和46年）9月5日 - 全国的な異常潮位の中、新川西水門が満潮時に故障して突然開き、新川沿いの民家が浸水した。浸水は満潮の時間帯が過ぎた頃に解消されたが、被害戸数は船堀を中心に床上浸水119戸、床下浸水約3000戸[9]（数字については出典により異なる）。

## 世帯数と人口
2025年（令和7年）1月1日現在（江戸川区発表）の世帯数と人口は以下の通りである。
| 丁目       | 世帯数     | 人口     |
| ---------- | ---------- | -------- |
| 船堀一丁目 | 2,583世帯  | 4,534人  |
| 船堀二丁目 | 2,150世帯  | 4,036人  |
| 船堀三丁目 | 2,695世帯  | 5,903人  |
| 船堀四丁目 | 1,668世帯  | 3,465人  |
| 船堀五丁目 | 1,570世帯  | 3,136人  |
| 船堀六丁目 | 1,277世帯  | 2,604人  |
| 船堀七丁目 | 1,519世帯  | 3,106人  |
| 計         | 13,462世帯 | 26,784人 |

### 人口の変遷
国勢調査による人口の推移。
| 年                 | 人口   |
| ------------------ | ------ |
| 1995年（平成7年）  | 20,223 |
| 2000年（平成12年） | 21,866 |
| 2005年（平成17年） | 24,345 |
| 2010年（平成22年） | 24,760 |
| 2015年（平成27年） | 25,740 |
| 2020年（令和2年）  | 27,062 |

### 世帯数の変遷
国勢調査による世帯数の推移。
| 年                 | 世帯数 |
| ------------------ | ------ |
| 1995年（平成7年）  | 7,968  |
| 2000年（平成12年） | 9,046  |
| 2005年（平成17年） | 10,361 |
| 2010年（平成22年） | 11,075 |
| 2015年（平成27年） | 11,571 |
| 2020年（令和2年）  | 12,672 |

## 学区
区立小・中学校に通う場合、学区は以下の通りとなる(2017年12月時点)。なお、江戸川区では学校選択制度を導入しており、区内全域から選択することが可能。。
| 丁目       | 番地           | 小学校                   | 中学校                   |
| ---------- | -------------- | ------------------------ | ------------------------ |
| 船堀一丁目 | 全域           | 江戸川区立船堀小学校     | 江戸川区立松江第一中学校 |
| 船堀二丁目 | 全域           | 江戸川区立船堀小学校     | 江戸川区立松江第一中学校 |
| 船堀三丁目 | 全域           | 江戸川区立船堀小学校     | 江戸川区立松江第一中学校 |
| 船堀四丁目 | 全域           | 江戸川区立船堀第二小学校 | 江戸川区立松江第一中学校 |
| 船堀五丁目 | 全域           | 江戸川区立船堀第二小学校 | 江戸川区立二之江中学校   |
| 船堀六丁目 | 1〜4番 6〜11番 | 江戸川区立船堀第二小学校 | 江戸川区立二之江中学校   |
| 船堀六丁目 | 5番            | 江戸川区立船堀第二小学校 | 江戸川区立松江第一中学校 |
| 船堀七丁目 | 全域           | 江戸川区立船堀第二小学校 | 江戸川区立二之江中学校   |

## 事業所
2021年（令和3年）現在の経済センサス調査による事業所数と従業員数は以下の通りである。
| 丁目       | 事業所数  | 従業員数 |
| ---------- | --------- | -------- |
| 船堀一丁目 | 107事業所 | 1,378人  |
| 船堀二丁目 | 127事業所 | 1,032人  |
| 船堀三丁目 | 157事業所 | 1,704人  |
| 船堀四丁目 | 120事業所 | 1,556人  |
| 船堀五丁目 | 109事業所 | 1,097人  |
| 船堀六丁目 | 60事業所  | 642人    |
| 船堀七丁目 | 80事業所  | 813人    |
| 計         | 760事業所 | 8,222人  |

### 事業者数の変遷
経済センサスによる事業所数の推移。
| 年                 | 事業者数 |
| ------------------ | -------- |
| 2016年（平成28年） | 801      |
| 2021年（令和3年）  | 760      |

### 従業員数の変遷
経済センサスによる従業員数の推移。
| 年                 | 従業員数 |
| ------------------ | -------- |
| 2016年（平成28年） | 8,107    |
| 2021年（令和3年）  | 8,222    |

## 交通

### 鉄道
- 都営地下鉄新宿線 船堀駅

### バス
- 都営バス 船堀駅前

### 道路・橋梁
道路
- 東京都道50号東京市川線（新大橋通り）
- 東京都道308号千住小松川葛西沖線（船堀街道）
- 東京都道450号新荒川葛西堤防線
- 葛西中央通り
- 船堀橋出入口から首都高速中央環状線

橋梁
- 船堀橋
- 宇喜田橋
- 新渡橋
- 三角橋
- 陣屋橋
- 宮本橋
- 三島橋

## 施設
行政
- 江戸川労働基準監督署

複合施設
- タワーホール船堀 - 1999年（平成11年）3月16日に開業。船堀シネパル・展望室・江戸川区総合区民ホールが設置されている。

商業
- イオンフードスタイル船堀店

教育
- 江戸川区立船堀小学校
- 江戸川区立船堀第二小学校

公園
- 船堀スポーツ公園
- 一之江境川親水公園

寺社
- 法竜寺
- 光明寺
- 法然寺
- 日枝神社
- 稲荷神社

計画

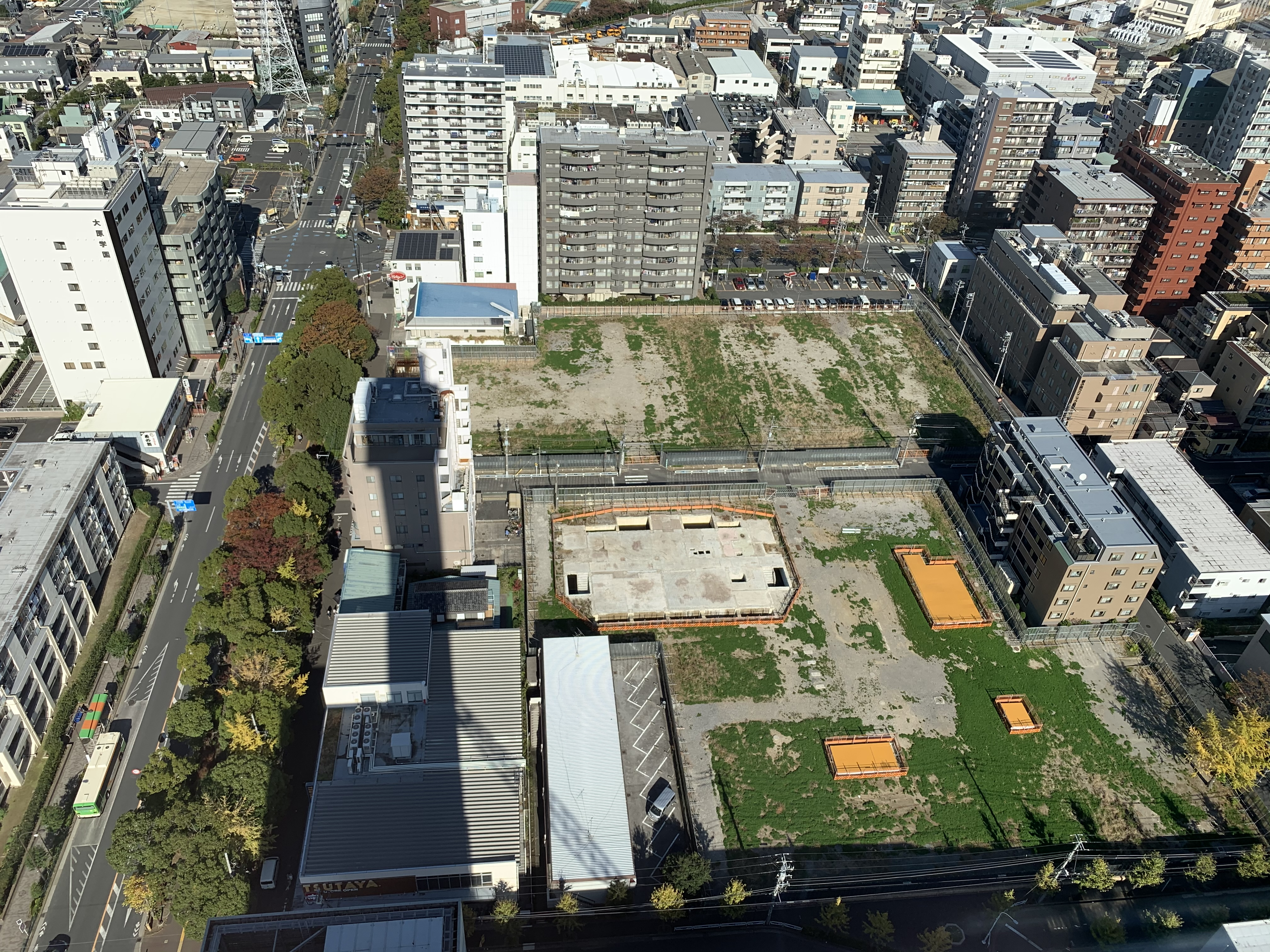
江戸川区役所の移設予定地(船堀4丁目)をタワーホール船堀展望台から撮影(2019年11月)

江戸川区は築50年以上が経過して老朽化が進む江戸川区役所本庁舎を、船堀4丁目の都有地（タワーホール船堀北側）に建て替える方針である。2031年（令和13年）1月の移転を予定している。

## ゆかりのある人物
- 左卜全

## その他

### 日本郵便
- 郵便番号 : 134-0091[3]（集配局 : 葛西郵便局[23]）。